# Чулнув
Чулнув (пол. Czółnów, нім. Zollen) — село в Польщі, у гміні Мислібуж Мисліборського повіту Західнопоморського воєводства.
Населення — 130 осіб (2011).
У 1975-1998 роках село належало до Гожовського воєводства.

## Демографія
Демографічна структура станом на 31 березня 2011 року:
|          | Загалом | Допрацездатний вік | Працездатний вік | Постпрацездатний вік |
| -------- | ------- | ------------------ | ---------------- | -------------------- |
| Чоловіки | 71      | 21                 | 45               | 5                    |
| Жінки    | 59      | 4                  | 40               | 15                   |
| Разом    | 130     | 25                 | 85               | 20                   |